# Ahmed Gindil Salih
Ahmed Gindil Salih ou Ahmed Gindeel Saleh, né en 1932, est un ancien arbitre soudanais de football. Il débuta en 1956, fut arbitre international de 1966 à 1976, et arrêta en 1978.

## Carrière
Il a officié dans une compétition majeure : 
- JO 1972 (1 match)